# Pascal Messanga Nyamding
Pascal Messanga Nyamding est un politologue, universitaire et homme politique camerounais. Il est maître de conférences en science politique et en droit public, et a été membre titulaire du comité scientifique de la Revue Camerounaise d'Études Internationales (RCEI) à l'Institut des Relations Internationales du Cameroun (IRIC).

## Biographie
Pascal Messanga Nyamding a été actif au sein du Rassemblement démocratique du peuple camerounais (RDPC), parti au pouvoir au Cameroun, notamment dans la diaspora française avant de retourner au Cameroun. Il a été convoqué en 2022 par le conseil de discipline du RDPC pour des critiques virulentes à l'encontre de certains membres du gouvernement et du parti, notamment pour avoir qualifié certains ministres de « bandits à col blanc », avoir soutenu la grève des enseignants et incité au soulèvement militaire. Cette situation a conduit à son exclusion du parti pour raisons disciplinaires, bien qu'il ait maintenu sa loyauté envers le président Paul Biya.
Par ailleurs, Pascal Messanga Nyamding a été impliqué dans une controverse liée à un litige foncier dans son village d'origine, Yabassi, où des habitants ont demandé l'annulation d'un titre foncier qu'il aurait acquis, accusation qu'il conteste.
En 2024, il a également fait l'objet d'une accusation publique de plagiat académique concernant une publication dans la Revue Camerounaise d'Études Internationales en 2007, ce qui a suscité des interrogations sur le silence des autorités académiques et politiques camerounaises.
Sur le plan personnel, sa mère, Augustine Ebene, veuve Ntone Moukouri, membre du comité central du RDPC et commandeur de l’ordre de la valeur, est décédée en France en novembre 2024.

## Activités académiques
Pascal Messanga Nyamding est maître de conférences en science politique et droit public. Il a enseigné à l'Institut des Relations Internationales du Cameroun (IRIC) et a été membre du comité scientifique de la Revue Camerounaise d'Études Internationales.

## Controverses
- En 2022, ses prises de position critiques envers son propre parti et le gouvernement camerounais ont conduit à sa convocation devant le conseil de discipline du RDPC et à son exclusion du parti[2].

- En 2024, une affaire de plagiat académique a été portée à son encontre concernant un article publié en 2007, soulevant des questions sur la gestion de ce dossier par l'IRIC et les autorités compétentes[4].

- Un litige foncier dans son village natal, Yabassi, a également affecté ses relations avec sa communauté locale[3].